# Кароль Шимановський
Ка́роль Мацей Шимано́вський (3 жовтня 1882 , Тимошівка, Київська губернія  — 29 березня 1937 , Лозанна ) — польський композитор, піаніст, педагог, музичний діяч і публіцист. Брат Станіслави Корвін-Шимановської.

## Біографія
Народився 21 вересня (3 жовтня) 1882 року в селі Тимошівка Чигиринського повіту Київської губернії (нині Кам'янського району Черкаської області) в родинному маєтку (нині належить до Кам'янського району Черкаської області), у родині дворянина Станіслава Бонавентура-Мар'яна Шимановського та Домініки Теодори-Анни, уродженої баронеси фон Таубе, був охрещений у парафіяльній римо-католицькій церкві м. Сміли (нині райцентр Черкаської обл.) Головним чином там (а також в Єлисаветграді (нині Кропивницький) та маєтку Орловій Балці (нині с. Петрове Знам'янського р-ну Кіровоградської обл.) пройшли його дитячі та юнацькі роки. У віці від 10 до 19 років він зробив свої перші композиторські спроби, написавши опери «Золотиста вершина» й «Роланд» (останню у співавторстві зі старшим братом Феліксом), пісні на вірші Поля Верлена, Фрідріха Ніцше та «молодопольського» поета Казімєжа Тетмайєра, ранні фортепіанні твори.
Навчався у музичній школі Густава Нейгауза, свого триюрідного дядька й батька піаніста Генріха Густавовича Нейгауза в Єлисаветграді, у 1901—05 роки — у Варшаві.
Восени 1905 р. К. Шимановський, Людомир Ружицький, Ґжеґож Фітельберґ та Аполінарій Шелюто під меценатом князя Владислава Любомирського організували Видавничу спілку молодих польських композиторів. Критики назвали цю групу «Молода Польща у музиці». Тоді ж К. Шимановський заприятелював зі скрипалем Павлом Коханським і піаністом Артуром Рубінштейном, які стали, разом із Генр. Нейгаузом та диригентом Ґжеґожем Фітельберґом головними виконавцями його творів.
У 1905—1914 рр. зимові, весняні й перші літні місяці композитор проводив у польських, німецьких і австрійських містах, подорожував по Європі й Північній Африці. Другу половину літа, осінь, інколи початок зими жив й творив переважно у Тимошівці.
Під час Першої світової війни, у 1914—1917 рр., К. Шимановський зимові й весняні місяці проводив, головним чином, у Києві.
Від жовтня 1917 р. до кінця листопада 1919 р. жив у родинному будинку в Єлисаветграді.
Від 25 грудня 1919 р. — у Варшаві. Був ректором консерваторії (1927—1929) і Академії музики (1930—1932).
У 1930—1935 рр. жив у Закопане.
У 1921—1935 рр. К. Шимановський концертував у кільканадцяти країнах Європи та в США. У 1933 році гастролював з авторськими концертами в СРСР.
Помер 29 березня 1937 р. в клініці Дю Сігнал у Лозанні. Похорон відбувся 7 квітня 1937 року в Кракові, у базиліці св. Архангела Михаїла на Скалці.
Почесний член кількох музичних академій. 5 листопада 1935 року відзначений Золотим академічним лавровим вінком за «видатні заслуги для польського мистецтва загалом».

## Особисте життя
Кароль Шимановський не був одружений і не мав дітей. Його особисте життя залишалося приватним, але сучасні дослідження вказують на те, що Шимановський був відкритим щодо своєї гомосексуальності, що було рідкістю для його часу. Відомо, що він мав романтичні стосунки з польським письменником Ярославом Івашкевичем, своїм двоюрідним братом, який також написав лібрето до опери Шимановського «Король Рогер» (1918—1924). Цей роман був нетривалим, але їх пов'язувала міцна дружба і творча співпраця.
У 1918 році Шимановський завершив рукопис двотомного роману «Ефеб», темою якого була гомосексуальність. Рукопис був втрачений у вогні у вересні 1939 року під час облоги Варшави. Єдина частина, що вціліла, це центральний розділ «Симпозіум», який Шимановський переклав російською мовою та подарував Борису Кохно, у якого закохався після зустрічі навесні 1919. Шимановський писав, що його роман зображує «історія поступового звільнення від різних видів традиційного, успадкованого рабства завдяки дедалі чіткішому міражу справжньої свободи душі». Його подорожі, особливо до Середземномор'я, дали йому новий досвід, як особистий, так і художній. Артур Рубінштейн побачив Шимановського іншим, коли вони зустрілися в Парижі у 1921 році: «Кароль змінився; я вже почав усвідомлювати це до війни, коли його заможний друг і шанувальник двічі запрошував його відвідати Сицилію. Після повернення він марив Сицилією, особливо Таорміною. „Там, — сказав він, — я побачив кількох молодих чоловіків, які купалися і могли бути моделями для Антіноя. Я не міг відвести від них очей“. Тепер він був переконаним гомосексуалом. Він розповідав мені все це з палаючими очима».

## Твори
- Опери
  - «Хагіт» (1913),
  - «Король Рогер» (1924).
- Балети:
  - «Мандрагора» (1920),
  - «Гарнасі» («Розбійники з Татр», 1932).
- Чотири симфонії.
- Чотири кантати (зокрема, «Stabat Mater», 1926.
- Перший (1916)та Другий концерти для скрипки з оркестром (1933).
- Два струнні квартети.
- Три сонати, мазурки, етюди, прелюдії та цикли «Маски» і «Метопи» для фортепіано.
- Вокальні цикли для голосу з фортепіано та для голосу з оркестром (більше 20-ти).
- Соната (1904) та цикл «Міфи» (1915) для скрипки з фортепіано.

Публіцистичні твори зібрано в книзі «Вибрані статті та листування» (видано 1963).

## Шимановський і Україна
Життя та творчість Шимановського пов'язані з Україною. До 1917 кожного літа жив у Тимошівці, взимку 1914—1917 — у Києві. 1915 виступав у Києві й Умані з концертами, кошти від яких передав у фонд жертв Першої світової війни.
1917—1919 жив у Єлисаветграді. Працював, зокрема, у музичному відділі Народного комісаріату освіти, брав участь у шефських концертах, виступав у пресі.
Серед творів, які Шимановський написав в Україні, найвідоміші:
- Друга симфонія (1910).
- Третя симфонія (1916).
- Перший скрипковий концерт.
- Цикл «Міфи» (1915).
- Цикл «Маски» (1916).

## Вшанування пам'яті
- У 1976 році у місті Закопане (Польща) було відкрито «Музей Кароля Шимановського».
- Кропивницький музей музичної культури ім. Кароля Шимановського
- Вулиця Кароля Шимановського у містах Кам'янка, Кропивницький та Черкаси.